# 拉羅什
拉羅什是瑞士的城鎮，位於該國西部，由弗里堡州負責管轄，面積24.09平方公里，海拔高度747米，2011年人口1,428，八成半人口信奉羅馬天主教，人口密度每平方公里59人。